# Tuimoala Lolohea
Pour les articles homonymes, voir Lolohea.

a Compétitions nationales et continentales officielles uniquement.

b Matchs officiels uniquement.
Tuimoala Lolohea , né le 23 janvier 1995 à Auckland (Nouvelle-Zélande), est un joueur néo-zélandais d'origine tongienne de rugby à XIII évoluant aux postes de demi d'ouverture, d'arrière, d'ailier ou de centre dans les années 2010. Il fait ses débuts professionnels en National Rugby League avec les Warriors de New Zealand en 2014. Il signe ensuite aux Wests Tigers puis se rend en Angleterre en 2019 pour rejoindre les Rhinos de Leeds en Super League. Parallèlement, il a évolué sous les couleurs de deux sélections, tout d'abord avec les Tonga avec une participation à la Coupe du monde 2017 jusqu'en demi-finale, et également avec la Nouvelle-Zélande.

## Palmarès
- Collectif :
  - Finaliste de la Super League : 2019 (Salford).
  - Finaliste de la Challenge Cup : 2020 (Salford).